# Casting (téléfilm)
Pour les articles homonymes, voir Casting.
Pour plus de détails, voir Fiche technique et Distribution.
Casting est un téléfilm français réalisé par Arthur Joffé et sorti en 1982. Il fait partie de la série télévisée produite par l'INA, Télévision de chambre (épisode 5).
Ce moyen métrage a reçu le prix de la jeunesse au Festival de Cannes. Le film est diffusé sur TF1 le 19 juillet 1983.

## Synopsis
Un réalisateur fait passer une audition à une centaine de jeunes acteurs, afin de former un couple à l'écran.

## Fiche technique
- Réalisation : Arthur Joffé
- Scénario : Jean-Louis Benoît, Arthur Joffé, Charles Vons
- Durée : 65 minutes[1]

## Distribution
| général           | Casting femme       | Casting homme        |
| ----------------- | ------------------- | -------------------- |
| Bruce Myers       | Bibiche et Poucette | Jean-Luc Azar        |
| Michel Robin      | Béatrice Camurat    | Didier Bourdon       |
| Geraldine Chaplin | Rosanne Katon       | Marc Brunet          |
| Edith Scob        | Anne Caudry         | Michel Caccia        |
| Mathieu Schiffman | Alix de Konopka     | Teco Celio           |
| Philippe Khorsand | Eva harling         | Christian François   |
| Annie Savarin     | Carène              | Jean-Paul Denizon    |
| Roland Crépin     | Catherine Laborde   | Philippe du Janerand |
| Betty Assenza     | Marie Lecru         | Philippe Girard      |
| Laurent Mazarguil | Isabelle Mergault   | Jean-René Gossart    |
| Stéphanie Haimov  | Sylvie Nordheim     | Gérard Grobman       |
| Anna et Tali      | Pascale Ogier       | Laurent Huon         |
| M. et Mme Corigny | Christine Pâris     | Xavier Letourneur    |
|                   | Maria Paz           | Xavier Marchand      |
|                   | Edith Perret        | Paul Minthe          |
|                   | Emmanuèle Stochl    | Dominique Peju       |
|                   | Brigitte Sy         | Martin Provost       |
|                   |                     | Pietro Pizzuti       |
|                   |                     | Kamel Cherif         |
|                   |                     | Serge Ubrette        |
|                   |                     | Jacques Vincey       |

## Nominations et récompenses
- Prix de la jeunesse au Festival de Cannes 1983[2].